# Xilol
A benzol háromféle dimetil-származékát xiloloknak nevezzük. A benzol homológjai. A három izomer neve: o-xilol (orto-xilol), m-xilol (meta-xilol) és p-xilol (para-xilol) A xilol mindhárom izomerje megtalálható a kőszénkátrányban. Ezek a benzolgyűrűhöz kapcsolódó metilcsoportok egymáshoz viszonyított helyzetében különböznek. Kémiai tulajdonságaik azonosak, csak néhány fizikai állandójukban van különbség.
Színtelen, jellegzetes illatú folyadékok. Oldhatatlanok vízben, de korlátlanul elegyednek szerves oldószerekkel, például éterrel és szén-diszulfiddal. Alkohollal elegyítve a xilolokat, az oldat először zavaros lesz, de további alkohol hozzáadásakor kitisztul. Nagyon gyúlékony vegyületek. A toluoléhoz hasonlóan károsak az élettani hatásaik.

## Kémiai tulajdonságaik
Nagyon gyúlékony vegyületek, ha meggyújtják őket, kormozó lánggal égnek. Oxidáció hatására ftálsavvá vagy ennek izomerjeivé alakulnak.

## Előállításuk
A xilolokat a kőszénkátrányból, annak a könnyűolaj-frakciójából nyerik. A forráspontjaik közel esnek egymáshoz, ezért nehezen választhatók szét fizikai módszerekkel. Nehéz szétválaszthatóságuk miatt ipari célra gyakran a három izomer keverékét használják.

## Felhasználásuk
A xilolokat legnagyobb mennyiségben oldószerként használják. Például zsírok, természetes- és műgyanták oldására használnak xilolokat. Emellett lakkok, festékek, ragasztók rovarirtószerek készítésekor is alkalmaznak xilolokat.

## A xilolok
| Xilol izomerek                                                                               | Xilol izomerek                        | Xilol izomerek                        | Xilol izomerek                        | Xilol izomerek                        |
| -------------------------------------------------------------------------------------------- | ------------------------------------- | ------------------------------------- | ------------------------------------- | ------------------------------------- |
| A xilol izomerjei                                                                            |                                       |                                       |                                       |                                       |
| Általános                                                                                    |                                       |                                       |                                       |                                       |
| Név                                                                                          | Xilolok                               | o-xilol                               | m-xilol                               | p-xilol                               |
| IUPAC név                                                                                    | Dimetilbenzolok                       | 1,2-dimetilbenzol                     | 1,3-dimetilbenzol                     | 1,4-dimetilbenzol                     |
| Molekulaképlet                                                                               | C8H10 (C6H4C2H6)                      | C8H10 (C6H4C2H6)                      | C8H10 (C6H4C2H6)                      | C8H10 (C6H4C2H6)                      |
| SMILES                                                                                       |                                       | Cc1c(C)cccc1                          | Cc1cc(C)ccc1                          | Cc1ccc(C)cc1                          |
| Moláris tömeg                                                                                | 106,16 g/mol                          | 106,16 g/mol                          | 106,16 g/mol                          | 106,16 g/mol                          |
| Megjelenés                                                                                   | színtelen folyadék                    | színtelen folyadék                    | színtelen folyadék                    | színtelen folyadék                    |
| CAS szám                                                                                     | [1330-20-7]                           | [95-47-6]                             | [108-38-3]                            | [106-42-3]                            |
| Tulajdonságok                                                                                |                                       |                                       |                                       |                                       |
| Sűrűség és halmazállapot                                                                     | 0,864 g/mL, folyadék                  | 0,88 g/mL, folyadék                   | 0,86 g/mL, folyadék                   | 0,86 g/mL, folyadék                   |
| Oldhatóság vízben                                                                            | gyakorlatilag oldhatatlan             | gyakorlatilag oldhatatlan             | gyakorlatilag oldhatatlan             | gyakorlatilag oldhatatlan             |
| Oldható apoláros oldószerekben, mint például aromás szénhidrogénekben                        |                                       |                                       |                                       |                                       |
| Olvadáspont                                                                                  | −47,4 °C (−53,3 °F; 226 K)            | −25 °C (−13 °F; 248 K)                | −48 °C (−54,4 °F; 225 K)              | 13 °C (55,4 °F; 286 K)                |
| Forráspont                                                                                   | 138,5 °C (281,3 °F; 412 K)            | 144 °C (291,2 °F; 417 K)              | 139 °C (282,2 °F; 412 K)              | 138 °C (280,4 °F; 411 K)              |
| Viszkozitás                                                                                  |                                       | 0,812 cP 20 °C-on                     | 0,62 cP 20 °C-on                      | 0,34 cP 30 °C-on                      |
| Veszélyek                                                                                    |                                       |                                       |                                       |                                       |
| MSDS                                                                                         | Xilolok                               | o-xilol                               | m-xilol                               | p-xilol                               |
| EU osztályozás                                                                               | Ártalmas (Xn)                         | Ártalmas (Xn)                         | Ártalmas (Xn)                         | Ártalmas (Xn)                         |
| NFPA 704                                                                                     | Sablon:NFPA 704                       | Sablon:NFPA 704                       | Sablon:NFPA 704                       | Sablon:NFPA 704                       |
| Lobbanáspont                                                                                 | 24 °C                                 | 17 °C                                 | 25 °C                                 | 25 °C                                 |
| R/S mondatok                                                                                 | R10, R20/21, R38: (S2), S25           | R10, R20/21, R38: (S2), S25           | R10, R20/21, R38: (S2), S25           | R10, R20/21, R38: (S2), S25           |
| RTECS szám                                                                                   |                                       | ZE2450000                             | ZE2275000                             | ZE2625000                             |
| Hasonló vegyületek                                                                           |                                       |                                       |                                       |                                       |
| Hasonló aromás szénhidrogének                                                                | toluol, mezitilén, benzol, etilbenzol | toluol, mezitilén, benzol, etilbenzol | toluol, mezitilén, benzol, etilbenzol | toluol, mezitilén, benzol, etilbenzol |
| Hasonló vegyületek                                                                           | xilenolok - a fenolok típusai         | xilenolok - a fenolok típusai         | xilenolok - a fenolok típusai         | xilenolok - a fenolok típusai         |
| Ha másként nem jelöljük, az adatok az anyag standardállapotára vonatkoznak. (25 °C, 100 kPa) |                                       |                                       |                                       |                                       |